# Jalin Turner
Jalin Turner (Los Angeles, 18 de maio de 1995) é um lutador americano de artes marciais mistas, atualmente competindo na divisão leve do Ultimate Fighting Championship.

## Início
Turner começou sua carreira nos esportes de combate no primero ano de ensino médio (Sophmore year) quando se inscreveu para fazer parte da equipe de wrestling do colégio. Após quebrar um dedo que lhe impossibilitou de competir, Turner descobriu MMA assistindo UFC na televisão. Com pouco dinheiro na adolescência e sem poder comprar equipamentos para treinar, ele saía pra correr e usava o sofá de sua casa como saco de pancada para treinar boxe, até se juntar à Adrenaline Combat Sports, academia em que ele está até hoje.

## Vida Pessoal
Quando criança, Turner era aracnofóbico. Para superar seu medo de aranhas, ele começou a coleccionar tarântulas como bicho de estimação. Ao fazer sua estreia no UFC, ele já tinha mais de 200 tarântulas de estimação, o que lhe rendeu o apelido de “A Tarântula”.

## Carreira no MMA

### Começo
Após acumular um cartel amador de 5-2, Turner começou sua carreira profissional em 2016 e lutou principalmente na Califórnia. Ele acumulou um cartel de 7-3, com duas vitórias seguidas incluindo uma vitória por nocaute contra Noah Tillis no Bellator 192, sendo assim contratado pelo UFC.

### Dana White's Series
Turner enfrentou Max Mustaki em 19 de junho de 2018 no Dana White's Tuesday Night Contender Series 2. Ele venceu por nocaute técnico no primeiro round.

### Ultimate Fighting Championship
Turner fez sua estreia no UFC contra Vicente Luque em 6 de outubro de 2018 no UFC 229: Khabib vs. McGregor. Ele perdeu por nocaute no primeiro round.
Em sua segunda luta no UFC, Turner enfrentou Callan Potter em 9 de fevereiro de 2019 no UFC 234: Adesanya vs. Silva. Ele venceu por nocaute no segundo round.
No UFC 236: Holloway vs. Poirier 2 em 13 de abril de 2019, Turner enfrentou Matt Frevola. Ele perdeu por decisão unânime.
Turner enfrentou Joshua Culibao em 22 de fevereiro de 2020 no UFC Fight Night: Felder vs. Hooker. Turner venceu por nocaute técnico no segundo round.

## Cartel no MMA
| Cartel no MMA   |             |            |
| 17 lutas        | 12 vitórias | 5 derrotas |
| Por nocaute     | 9           | 3          |
| Por finalização | 3           | 0          |
| Por decisão     | 0           | 2          |

| Res.    | Cartel | Oponente           | Método                               | Evento                               | Data       | Round | Tempo | Local                     | Notas                                    |
| ------- | ------ | ------------------ | ------------------------------------ | ------------------------------------ | ---------- | ----- | ----- | ------------------------- | ---------------------------------------- |
| Derrota | 13-7   | Dan Hooker         | Decisão (dividida)                   | UFC 290: Volkanovski vs. Rodríguez   | 08/07/2023 | 3     | 5:00  | Las Vegas, Nevada         |                                          |
| Derrota | 13-6   | Mateusz Gamrot     | Decisão (dividida)                   | UFC 285: Jones vs. Gane              | 04/03/2023 | 3     | 5:00  | Las Vegas, Nevada         |                                          |
| Vitória | 13-5   | Brad Riddell       | Finalização (guilhotina)             | UFC 276: Adesanya vs. Cannonier      | 02/07/2022 | 1     | 0:45  | Las Vegas, Nevada         | Performance da Noite.                    |
| Vitória | 12-5   | Jamie Mullarkey    | Nocaute Técnico (socos)              | UFC 272: Covington vs. Masvidal      | 05/03/2022 | 2     | 0:46  | Las Vegas, Nevada         |                                          |
| Vitória | 11-5   | Uros Medic         | Finalização (mata leão)              | UFC 266: Volkanovski vs. Ortega      | 25/09/2021 | 1     | 2:01  | Las Vegas, Nevada         |                                          |
| Vitória | 10-5   | Brok Weaver        | Finalização (mata leão)              | UFC Fight Night: Waterson vs. Hill   | 12/09/2020 | 2     | 4:20  | Las Vegas, Nevada         |                                          |
| Vitória | 9-5    | Joshua Culibao     | Nocaute Técnico (socos)              | UFC Fight Night: Felder vs. Hooker   | 22/02/2020 | 2     | 3:01  | Auckland                  |                                          |
| Derrota | 8-5    | Matt Frevola       | Decisão (unânime)                    | UFC 236: Holloway vs. Poirier 2      | 13/04/2019 | 3     | 5:00  | Atlanta, Geórgia          |                                          |
| Vitória | 8-4    | Callan Potter      | Nocaute Técnico (socos)              | UFC 234: Adesanya vs. Silva          | 09/02/2019 | 1     | 0:53  | Melbourne                 | Volta aos Leves.                         |
| Derrota | 7-4    | Vicente Luque      | Nocaute (socos)                      | UFC 229: Khabib vs. McGregor         | 06/10/2018 | 1     | 3:52  | Las Vegas, Nevada         | Estreia no UFC; Estreia nos Meio Médios. |
| Vitória | 7-3    | Max Mustaki        | Nocaute Técnico (interrupção médica) | Dana White's Contender Series 12     | 10/07/2018 | 1     | 5:00  | Las Vegas, Nevada         |                                          |
| Vitória | 6-3    | Noah Tillis        | Nocaute Técnico (socos)              | Bellator 192                         | 20/01/2018 | 1     | 1:12  | Inglewood, California     |                                          |
| Vitória | 5-3    | Vytautas Sadauskas | Finalização (triângulo)              | KOTC: Never Quit                     | 02/09/2017 | 1     | 1:39  | Ontario, California       |                                          |
| Derrota | 4-3    | Richard LeRoy      | Nocaute Técnico (socos)              | CXF 8 : Cali Kings                   | 17/06/2017 | 3     | 4:18  | Burbank, California       |                                          |
| Vitória | 4-2    | Paradise Vaovasa   | Nocaute (joelhada)                   | Tachi Palace Fights 31               | 18/05/2017 | 1     | 1:30  | Lemoore, California       |                                          |
| Vitória | 3-2    | Gabriel Green      | Nocaute (socos)                      | Bellator 170                         | 21/01/2017 | 1     | 0:36  | Inglewood, California     |                                          |
| Derrota | 2-2    | Andrew Lagdaan     | Decisão (dividida)                   | SMASH Global 4: Fight Bullying       | 15/09/2016 | 3     | 5:00  | Los Angeles, California   |                                          |
| Derrota | 2-1    | Ronnie Borja       | Nocaute Técnico (socos)              | California Fight League 8            | 30/07/2016 | 1     | 0:11  | Victorville, California   |                                          |
| Vitória | 2-0    | Adrian Ajoleza     | Nocaute Técnico (chute no corpo)     | BAMMA Badbeat 20 Saunders vs. Culley | 10/06/2016 | 1     | 4:55  | Commerce City, California |                                          |
| Vitória | 1-0    | Eric Steans        | Nocaute (soco)                       | WSOF 28                              | 20/02/2016 | 1     | 0:32  | Garden Grove, California  |                                          |